# Mischocyttarus annulatus
Mischocyttarus annulatus är en getingart som beskrevs av Richards 1978. Mischocyttarus annulatus ingår i släktet Mischocyttarus och familjen getingar. Inga underarter finns listade i Catalogue of Life.